# خولیسما
خولیسما (به لاتین: Khulisma) یک منطقهٔ مسکونی در روسیه است که در شهرستان لاکسکی واقع شده‌است.